# FC-1
CAC FC-1 Xiaolong sau PAC JF-17 Thunder este un avion de luptă multirol proiectat și dezvoltat de China și Pakistan.
Acest avion de luptă JF-17 Thunder a fost lansat ca un program comun SUA-China. La sfarsitul anilor '80, Chengdu si Grumman au facut un studiu pentru a imbunatati avioanele chinezesti Xian F-7M la standardul Super 7. Această nouă aeronavă urma să fie oferită spre export de către China ca înlocuitor cu costuri reduse pentru American Northrop F-5, F-6 și F-7 chinezesti, precum și MiG-21 sovietic. Această nouă aeronavă urma să fie echipată cu radar, motor și avionica occidentala. Cu toate acestea, programul a fost anulat în 1990. China a continuat proiectul Super 7 pe cont propriu și a redenumit designul Fighter China-1 (FC-1) sau FC-1 Xiaolong (Fiece Dragon). Acest design a evoluat în continuare în JF-17, dezvoltat în comun de China și Pakistan. Dezvoltarea a început în 1999. Cea mai mare parte a fost efectuată în China de către Chengdu, însă costurile de dezvoltare au fost împărțite în mod egal. S-a raportat că biroul rus de design Mikoyan a oferit o anumită asistență în dezvoltarea acestei aeronave. JF-17 a făcut primul său zbor în 2003. Primele 8 avioane construite în China au fost livrate în Pakistan în 2007-2008. În 2009, a fost semnata o comanda pentru încă 42 de avioane. Acestea au fost licențiate la nivel local de complexul aeronautic din Pakistan. Până în 2015, forțele aeriene din Pakistan operează 60 dintre aceste aeronave, iar producția continuă. Se estimează că necesarul forțelor aeriene pakistaneze este de 250 de avioane JF-17 noi. În prezent, Forțele Aeriene din Pakistan operează, de asemenea, o serie de avioane imbatranite A-5C, F-7P, Mirage 3 și Mirage 5 care urmează să fie înlocuite. Avionul multifuncțional JF-17 este, de asemenea, propus pentru țările în curs de dezvoltare ca înlocuitor ieftin pentru tipurile de aeronave imbatranite. Recent, Azerbaidjanul a comandat 26 dintre aceste avioane multirol.
JF-17 Thunder are un aspect aerodinamic convențional. Aeronavele sunt echipate cu un motor turbo rusesc Klimov RD-93, cu postcombustie. Este un derivat al RD-33, folosit pe MiG-29. În 2007, a fost semnat contractul de furnizare a  150 de motoare RD-93 pentru JF-17, pentru export in Pakistan. China dezvoltă, de asemenea, un motor turbo indigen, care este o copie a modelului RD-93, dar are și unele modificări. Este identificat sub numele de WS-13 (Tianshan-21).
JF-17 Thunder  livrate în Pakistan sunt echipate cu radar italianesc Grifo S-7 multi-track si radar multi-modul Doppler. Au capacitatea de a căuta și a trage spre sol(aer-sol). Alte radare pot fi montate. Unele surse afirmă că aeronavele sunt echipate cu radare rusești. Sistemele avionice vor fi treptat modernizate în loturi ulterioare.
Această aeronavă este destinată misiunilor de apărare și de atac la sol. Ea este înarmată cu un singur tun GSh-23 sau 30 mm GSh-30. Încărcătura maximă este de aproximativ 3,7 tone. Există cinci puncte și două vârfuri pentru rachete și rezervoare de combustibil. JF-17 are dincolo de capacitatea de atac vizual. Arma sa principală sunt rachetele aer-aer cu rază medie de acțiune PL-12 / SD-10 cu radar-activare activă. De asemenea, aeronavele pot fi inarmate cu rachetele chinezesti PL-7, PL-8, PL-9 sau racheta americana AIM-9P, montate pe șine de aripă. JF-17 avion multi-rol poate purta, de asemenea, bombe ghidate cu laser. Aeronavele nu au capacități de realimentare în timpul zborului.
În 2013, Pakistanul a început producția de JF-17 Thunder (varianta 2) îmbunătățit. A îmbunătățit contramăsurile, capacitatea de realimentare în timpul zborului. De asemenea, acest avion de luptă poate folosi mai multe arme diferite.
Se propune o versiune twin-seat a acestui avion.
Sursa: http://www.military-today.com/aircraft/jf17_thunder.htm Arhivat în 25 decembrie 2018, la Wayback Machine.